# میا هان
میا هان (انگلیسی: Maya Hahn؛ زادهٔ ۷ فوریهٔ ۲۰۰۱) بازیکن فوتبال اهل نیوزیلند است.
وی همچنین در تیم ملی فوتبال زنان نیوزیلند بازی کرده است.